# مکس تولسون
مکس تولسون (انگلیسی: Max Tolson؛ زادهٔ ۱۸ ژوئیهٔ ۱۹۴۵) بازیکن فوتبال اهل استرالیا بود.
از باشگاه‌هایی که در آن بازی کرده‌است می‌توان به باشگاه فوتبال وورکینگتون ای. اف. سی اشاره کرد.
وی عضو تیم ملی فوتبال استرالیا در جام جهانی فوتبال ۱۹۷۴ بوده‌است.